# Henry Parker
Henry Parker (1690 circa – 6 luglio 1752) è stato un politico britannico.

## Biografia
Le sue origini sono sostanzialmente ignote. Immigrò in Georgia nel 1733 assieme al fratello William, col quale lavorò per un certo tempo come guardiano di schiavi in una piantagione. Doveva già essere istruito in legge, poiché l'anno successivo venne nominato magistrato e divenne abbastanza agiato da permettersi l'acquisto di una grande proprietà ad Isle of Hope.
Negli anni successivi, nonostante fosse un forte alcolista, Parker divenne uno dei cittadini più prominenti di Savannah, e dal 1743 fu il vice dell'anziano governatore della Georgia William Stephens. Al suo ritiro nel 1751 il Consiglio di Amministrazione della Georgia nominò proprio Parker al suo posto.
Durante il suo breve mandato cercò di riorganizzare la milizia statale, disciolta dopo la fine del governo di James Edward Oglethorpe, il fondatore della colonia. Henry Parker morì improvvisamente l'anno successivo, e il suo successore fu Patrick Graham.